# Списък на най-известните злонамерени хакери
| Име             | Снимка               | Хакерски атаки |
| --------------- | -------------------- | --- |
| Кевин Полсън    | Kevin Poulsen        | Известният през 80-те години злонамерен хакер, Кевин Полсън, получава признание за своите хакерски умения като хаква телефонните линии на лосанджелиското радио KIIS-FM, така че да се окаже 102-рият слушател, за да спечели чисто ново Порше 944, сред други награди. Властите наричат Полсън „Ханибал Лектър на компютърните престъпления“. Полсън се крие от ФБР, когато те започват да го търсят, но през 1991 е заловен. |
| Алберт Гонзалес | Albert Gonzalez      | Киберпрестъпникът Алберт Гонзалес е обвинен в това, че е ръководил най-големите банкоматни обири и кражби на кредитни карти в историята. От 2005 до 2007 той и неговата кибергрупа, според слухове, са продали над 170 милиона карти и банкоматни номера. Отборът на Гонзалес е ползвал SQL injection техники, за да създадат злонамерен софтуер, който му позволява да открадне компютърни данни от вътрешните корпоративни мрежи. Когато е арестуван, властите са конфискували 1,6 милиона долара в банкноти и 1,1 милиона в найлонови торбички, поставени в 90 см. барабан, заровен в задния двор на родителите му. През 2010 г. Гонзалес е осъден на 20 години затвор. |
| Владимир Левин  | Липсва               | През 1994, работейки от лаптопа си в апартамента си в Санкт Петербург, Владимир Левин е прехвърлил 10 милиона от сметките на клиенти по целия свят на Citibank в собствената си сметка. Въпреки това, кариерата на Левин като хакер е краткотрайна, тъй като са го заловили и затворили след връщането на почти всички пари. По време на делото на Левин през 1997 в САЩ е казано, че той е извършил първият в историята обир на банка през интернет. Истината е, че Левин е успял да прехвърли фондовете на клиенти на Citibank в собствената си сметка чрез откраднати номера на сметки и PIN кодове. Измамата на Левин е била просто пренасочване на разговорите на клиентите докато е записвал набираните номера на сметката. |
| Робърт Морис    | Robert Tappan Morris | На 2 ноември 1988 г., Робърт Морис пуска червей, който е свалил една десета от целия Интернет отслабвайки над 600 компютърни системи. Не е отнело на полицията много време, за да го проследят – Морис е направил грешката да сподели за червея си месеци преди пускането му в Интернет. Морис твърди, че е било само номер и добавя, че наистина съжалява за причиняването на щети на стойност 15 милиона долара. Морис е един от първите, които са осъдени по CFAA(Computer Fraud and Abuse Act), но въпреки това наказанието му е било само обществено полезен труд и глоба. |
| Майкъл Калче    | Липсва               | През февруари 2000 година, Майкъл Калче пуска серия от широко познатите „отказ от услуга“ атаки срещу големи търговски сайтове включително Yahoo!, Amazon.com, Dell, eBay, и CNN. Той хаква Yahoo! докато все още е водещата търсачка в мрежата и причинява спирането ѝ за около час. Като повечето хакери, Калче експлоатира сайтове главно от гордост и за да демонстрира надмощие за себе и своята кибер група, TNT. През 2001 г., Съдът за малолетни на Монтреал осъжда Калче на 8 месеца открит арест, 1 година в пробация, ограничен достъп до Интернет и минимална глоба. |
| Дейвид Смит     | Липсва               | Славата на Смит идва от това, че е авторът на скандалния и-мейл вирус, Melissa. Смит твърди, че вирусът Мелиса никога не е бил предназначен за причиняване на вреда, а само като средство за разпространяване (всеки заразен компютър изпраща множество заразени и-мейли). Интересното при вируса на Смит е, че първоначално е бил скрит във файл, съдържащ пароли за 80-те най-познати сайтове за порнография. Името Мелиса идва от танцьорка, която Смит е срещнал по време на пътуване във Флорида. Въпреки че над 60 000 и-мейла, съдържащи вирус, са били намерени, Смит е единственият човек, който е бил осъден в САЩ, за това, че е пратил само един. |
| Адриан Ламо     | Adrian Lamo          | С прякор „бездомният хакер“, Адриан Ламо е използвал кафенета, библиотеки и интернет-кафенета като местополжения за хакване. Ламо също е известен с това, че е проникнал в много нашумели компютърни мрежи, включително The New York Times, Microsoft, Yahoo!, и MCI WorldCom. През 2002, той добавя името си във вътрешната база от данни на New York Times и използва LexisNexis акаунт, за да води проучване върху нашумели теми. Times подават жалба и е издадена съдебна заповед за ареста на Ламо, последвана от 15-месечно разследване от федералната прокуратура на Ню Йорк. След няколко дни укриване, той се предава. Ламо трябва да изплати приблизително 65 000 долара за покриване на щети и е осъден на 6 месеца домашен арест. Ламо работи като анализатор на заплахи и дарява времето и уменията си на неправителствена организация. |
| Джордж Хоц      | George Hotz          | Името на Джордж Хоц се асоциира с хакването на PlayStation през април 2011 г. Той е един от първите хакери, които успяват да jailbreak-не Sony PlayStation 3. Хоц се озовава в разгара на безмилостна, публична битка в съда със Sony, вероятно влошена и от публичното разпространение на неговия метод за jailbreak-ване. Хакери проникват в PlayStation Network и крадат личната информация на 77 милиона потребители. Въпреки това, Хоц отрича каквото и да е отговорност за атаката и допълва „Да работиш самостоятелно и да изследваш сигурността на устройствата е готино; хакването на чужд сървър и краденето на потребителска информация не е готино.“ |
| Джонатан Джеймс | JonathanJames        | Джонатан Джеймс, 16-годишният злонамерен хакер, бива първият малолетен, осъден за киберпрестпление в САЩ. Джеймс придобива популярност като изпълнява серия от успешни прониквания в множество системи. На 15 години, Джеймс се е специализирал в хакването на нашумели правителствени системи като NASA и Департамента на Сигурността. Обявено е, че е откраднал софтуер на стойност над 1.7 милиона долара. Той също хаква DTRA (Defense Threat Reduction Agency) и пренасочва над 3000 изключително тайни съобщения от и към DTRA служители, като е събирал потребителски имена и пароли. На 18 май 2008, на 25 години, Джеймс се самоубива с пистолет. В прощалното си писмо той пише: „Аз нямам вяра в „правосъдната“ система. Може би действията ми днес и това писмо ще изпратят по-силно послание на обществото. Така или иначе, аз изгубих контрол над тази ситуация и това е единственият ми начин да си възвърна контрола.“ |
| Гари Маккинън   | Gary McKinnon        | През 2002 г., изключително странно съобщение се появява на компютър на армията на САЩ: „Вашата система за сигурност не струва. Аз съм Solo. Аз ще продължа да разрушавам на високите нива.“ По-късно е било идентифицирано като работа на шотландския системен администратор Гари Маккинън. Той страда от синдрома на Аспергер, който е най-леката форма на аутизъм. Симптомите на синдрома определено съответстват на описанието на Гари: висок интелект, с изключително разбиране на сложни системи. Въпреки че страдащите често имат затруднения с разчитането на социалните ориентири, те са гении в определена тема. Гари е обвинен в изпълняването на най-големия хак на компютърните мрежи на правителството на САЩ – включително и системите на Армията, Въздушните сили, Флота и NASA. Съдът е отредил Маккинън да бъде предаден на САЩ, за да го обвинят в нелегалното проникване в 97 компютри, причинявайки щети на стойност 700 000. Интересното е, че мотивът на Маккинън за това хакване, е било търсенето на информация за НЛО. |